# نورثومبرلند (نیوهمپشایر)
نورثومبرلند (به انگلیسی: Northumberland) یک منطقهٔ مسکونی در ایالات متحده آمریکا است که در شهرستان کوآس، نیوهمپشایر واقع شده‌است.
 نورثومبرلند ۹۴٫۵ کیلومتر مربع مساحت و ۲٬۲۸۸ نفر جمعیت دارد و ۲۶۲ متر بالاتر از سطح دریا واقع شده‌است.